# Юрьева, Людмила Николаевна
Ю́рьева Людми́ла Никола́евна (род. 2 июля 1953, Днепропетровск) — украинский психиатр, доктор медицинских наук, профессор, академик АН Высшей школы Украины и Украинской АН, заведующая кафедрой психиатрии факультета последипломного образования Днепропетровской государственной медицинской академии.

## Биография
Родилась 02.07.1953 в г. Днепропетровске в семье психиатров. Отец — Сударенко Николай Александрович (15.04.1919 — 24.01.2007) — психиатр-нарколог, один из основоположников реабилитационного направления в наркологии, 57 лет проработал врачом психиатром и наркологом в Днепропетровской областной психоневрологической больнице. Мать — Цилюрик Галина Ивановна (15.08.1926-2016) — кандидат медицинских наук, основатель детской психиатрии в Днепропетровской области, в течение 30 лет была областным детским психиатром. В течение 59 лет работала детским психиатром в Днепропетровской областной психоневрологической больнице. Ученица профессора Г. Е. Сухаревой.
Людмила Николаевна после окончания Днепропетровского медицинского института в течение 10 лет работала в Днепропетровской областной психоневрологической больнице (Игренская психбольница), где прошла путь от ординатора до заместителя главного врача по медицинской части. Проходила обучение в заочной аспирантуре на кафедре психиатрии Днепропетровского медицинского института с 1982 по 1986 годы. С 1987 года по настоящее время работает в Днепропетровской государственной медицинской академии. На протяжении этого периода прошла все ступени академической карьеры: с 1987 по 1992 гг. была ассистентом, с 1992 по 1993 гг. — профессором, с 1993 г. по настоящее время — заведующая кафедрой психиатрии Факультета последипломного образования Днепропетровской государственной медицинской академии.[1]
Кандидатская диссертация Юрьевой Л. Н. посвящена теме «Дифференциальная диагностика психопатий и акцентуаций характера у лиц призывного возраста» (руководитель – профессор ДМИ В.П. Блохина, Москва, 1987), докторская — «Принудительное лечение больных шизофренией, совершивших общественно опасные действия» (консультанты: профессор В. П. Котов и профессор Мальцева М. М., Всесоюзный НИИ общей и судебной психиатрии им. В. П. Сербского, Москва, 1992). Занималась "лечением" общественно-опасных личностей (диссидентов) в 80-х годах, вялотекущая шизофрения, диагноз, который ставили инакомыслящим в СССР (и объявляли их "общественно-опасными") не признан ни в одной стране мира и также международным сообществом психиатров. Автор и соавтор 355-и научных трудов, из них 12-и монографий, учебника по психиатрии и наркологии, 20-ти учебных и методических пособий, 2-х клинических руководств для врачей. Монографии «История. Культура. Психические и поведенческие расстройства» (Киев, 2002), и «Профессиональное выгорание медицинских работников: формирование, профилактика, коррекция» (Киев, 2004) удостоены дипломов лауреата конкурса им. В. П. Протопопова, а монография «Компьютерная зависимость: формирование, диагностика, коррекция и профилактика» (Днепропетровск, 2006) — почётными дипломами Министерства образования и науки Украины и Академией педагогических наук Украины. Главная направленность современных исследований профессора Юрьевой Л. Н. — социальная психиатрия, суицидология и изучение психических и поведенческих расстройств в историко-культуральном дискурсе.
Впоследствии Юрьева училась в США (1993), не зная даже азов английского языка, о чём пишет  без стеснения в своей автобиографии. При коррупционере Павле Лазоренко (мэр Днепропетровска в 1990-е) такое было возможно. Клиника, где она работает, так называемая "Игрень" (Днепропетровская областная психиатрическая больница) в 2023 и 2024 гг. замешана в тяжёлых коррупционных скандалах (она занимает в стенах этого учреждения определённый пост). Размещены ролики на ютуб: https://www.youtube.com/watch?v=9njnozXwj2M&t=1s
Она является экспертом ВАК Украины, экспертом рабочей группы Министерства здравоохранения Украины по вопросам создания концепции Государственной целевой комплексной Программы развития охраны психического здоровья на Украине, а также входит в состав экспертной группы по созданию Национального реестра основных лекарственных препаратов и изделий медицинского назначения. Является президентом Всеукраинской общественной организации «Украинский институт психического здоровья», одним из основателей международной ассоциации исследователей синдрома выгорания среди специалистов коммуникативных профессий, членом редакционных советов международных и отечественных научных специализированных журналов. С 2004 г. была главным внештатным психиатром Днепропетровской области, координатором по Украине международного проекта в области психиатрии (ANAP) (Attitudes and Needs Assessment in Psychiatry Project), который осуществлялся в странах СНГ, Балтии и Восточной Европы.
Под руководством профессора Юрьевой Л. Н. защищено 10 кандидатских диссертаций и выполняется 2 докторских. Юрьева Л. Н. принимала участие в разработке национальной концепции развития охраны психического здоровья на Украине и в разработке «Заданий и путей реорганизации психиатрической помощи в современных условиях». Под ее руководством проводились научные работы в рамках национальной программы борьбы с зависимостью от психоактивных веществ (гранты Кабинета министров Украины и МЗ Украины) и создана новая концепция реабилитации пациентов, зависимых от психоактивных веществ.
Профессор Юрьева была делегатом и представляла Украинскую психиатрию с докладами на X, XI та XIII Всемирных конгрессах психиатров, на VII—X Конгрессах Европейской ассоциации психиатров и многочисленных конгрессах и съездах в России, США, странах ЕС и Европейского региона, Китая и других странах мира.
За большой вклад в развитие психиатрии и психофармакологии награждена премией Е. А. Шевалева (2004 год), Ярослава Мудрого (2010), дипломами Национальной академии медицинских наук Украины (2010) и Академии наук Высшей школы Украины (2010). Внесена в международный биографический справочник «Who is Who in Science and Engineering» (с 2002 года)